# Гарсия, Жоан
Жоа́н Гарси́я Понс (исп. Joan García Pons; род. 4 мая 2001, Сальен) — испанский футболист, вратарь клуба «Барселона». Победитель Олимпийских игр 2024 в Париже.

## Клубная карьера
Гарсия — воспитанник клубов «Манреса», «Дамм» и «Эспаньол». В 2019 году для получения игровой практики он начал выступать за дублирующий состав последнего. 1 декабря 2021 года в поединке Кубка Испании против «Солареса» игрок дебютировал за основной состав. 10 января 2022 года в матче против «Эльче» он дебютировал в Ла Лиге. В 2023 году клуб вылетел в Сегунду, но игрок остался команде и спустя сезон помог ей вернуться в элиту.
18 июня 2025 года перешёл в «Барселону», подписав контракт до 2031 года. Сумма трансфера составила 25 млн евро.

## Карьера в сборной
В 2018 года в составе юношеской сборной Испании Гарсия принял участие в юношеского чемпионата Европы в Англии. На турнире он был запасным и на поле не вышел.
В 2024 году Гарсия был включён в заявку олимпийской сборной Испании на участие в Олимпийских играх в Париже. На турнире он был запасным и на поле не вышел.

## Статистика
| Выступление      | Выступление      | Выступление      | Чемпионат | Чемпионат | Кубки | Кубки | Еврокубки | Еврокубки | Прочие | Прочие | Итого | Итого |
| Клуб             | Лига             | Сезон            | Игры      | Голы      | Игры  | Голы  | Игры      | Голы      | Игры   | Голы   | Игры  | Голы  |
| ---------------- | ---------------- | ---------------- | --------- | --------- | ----- | ----- | --------- | --------- | ------ | ------ | ----- | ----- |
| Эспаньол         | Примера          | 2021/22          | 2         | -3        | 2     | -3    | 0         | 0         | 0      | 0      | 4     | -6    |
| Эспаньол         | Примера          | 2022/23          | 1         | -3        | 3     | -2    | 0         | 0         | 0      | 0      | 4     | -5    |
| Эспаньол         | Сегунда          | 2023/24          | 14        | -7        | 3     | -2    | 0         | 0         | 4      | -1     | 21    | -10   |
| Эспаньол         | Примера          | 2024/25          | 38        | -51       | 0     | 0     | 0         | 0         | 0      | 0      | 38    | -51   |
| Эспаньол         | Итого            | Итого            | 55        | -64       | 8     | -7    | 0         | 0         | 4      | -1     | 67    | -72   |
| Барселона        | Примера          | 2025/26          | 1         | 0         | 0     | 0     | 0         | 0         | 0      | 0      | 1     | 0     |
| Барселона        | Итого            | Итого            | 1         | 0         | 0     | 0     | 0         | 0         | 0      | 0      | 1     | 0     |
| Всего за карьеру | Всего за карьеру | Всего за карьеру | 56        | -64       | 8     | -7    | 0         | 0         | 4      | -1     | 68    | -72   |

## Достижения

### Командные
Сборная Испании
- Олимпийский чемпион: 2024

### Личные
- Игрок сезона в «Эспаньоле»: 2023/24[5]
- Сейв месяца Ла Лиги (2): февраль 2025[6], март 2025[7]
- Входит в символическую сборную сезона Ла Лиги: 2024/25[8]